# Franklin Shoals
Koordinaten: 76° 0′ S, 169° 0′ O
Die Franklin Shoals sind Untiefen um die Franklin-Insel im antarktischen Rossmeer. 
Das Advisory Committee on Undersea Features (ACUF) benannte sie im Juni 1988 in Anlehnung an die Benennung der benachbarten Insel. 